# Scarcliffe
Scarcliffe är en civil parish i Storbritannien.   Den ligger i distriktet Bolsover i grevskapet Derbyshire i riksdelen England, i den sydöstra delen av landet, 200 km norr om huvudstaden London.